# Дивину-дас-Ларанжейрас
Дивину-дас-Ларанжейрас (порт. Divino das Laranjeiras) — муниципалитет в Бразилии, входит в штат Минас-Жерайс. Составная часть мезорегиона Вали-ду-Риу-Доси. Входит в экономико-статистический микрорегион Говернадор-Валадарис. Население составляет 4731 человек на 2006 год. Занимает площадь 342,629 км². Плотность населения — 13,8 чел./км².
Праздник города — 1 марта.

## История
Город основан 30 декабря 1962 года. 

## Статистика
- Валовой внутренний продукт на 2003 год составляет 15 691 952,00 реалов (данные: Бразильский институт географии и статистики).
- Валовой внутренний продукт на душу населения на 2003 год составляет 3242,81 реалов (данные: Бразильский институт географии и статистики).
- Индекс развития человеческого потенциала на 2000 год составляет 0,703 (данные: Программа развития ООН).